# Al-Sailiya Sports Club
L'Al-Sailiya Sports Club (arabo: نادي السيلية الرياضي) è una società calcistica qatariota di Doha. Milita nella Seconda Divisione, la serie cadetta del campionato qatariota.

## Storia
L'Al-Sailiya è stato fondato il 10 ottobre 1995 con il nome di  Al-Qadsiya Sports Club. Nel 2003 ha cambiato denominazione, divenendo Al-Sailiya Sports Club.
Dopo aver terminato all'ultimo posto la Q-League 2005-2006, è retrocesso in Seconda Divisione, ma l'anno seguente, con la vittoria in campionato, è immediatamente ritornato in prima divisione per la stagione 2007-2008. Rimasto nella massima serie fino al 2010-2011, anno di una nuova retrocessione, ha ritrovato la promozione, ma nella stagione 2012-2013 è retrocesso ancora una volta. La Federazione calcistica del Qatar, nell'annata successiva 2013-2014, ha deciso, tuttavia, di aumentare il numero di squadre ammesse alla prima divisione da 12 a 14, permettendo all'Al-Sailiya e all'Al-Mu'aidar, secondo nel campionato cadetto e sconfitto nello spareggio promozione-salvezza, di accedere alla massima divisione..

## Allenatori
- Saad Hafez (2002-2003)
- Paulo Campos (2003)
- Pierre Lechantre (2003-2004)
- Amarildo (2004-2005)
- Celso Fernandes (2005-2007)
- Ladislas Lozano (2007)
- Jose Paulo (2007-2008)
- Nebojsa Vučković (2008-2009)
- Džemal Hadžiabdić (2009-10)
- Uli Stielike (2010-2012)
- Maher Kanzari (2012-2013)
- Abdullah Mubarak (2013)
- Sami Trabelsi (2013-in carica)

## Palmarès

### Competizioni nazionali
- Campionati qatarioti di seconda divisione: 5

2002-2003, 2004-2005, 2006-2007, 2011-2012, 2024-2025
- Coppa delle Stelle del Qatar: 2

2020-2021, 2021-2022

### Altri piazzamenti
- Campionato qatariota:

Terzo posto: 2018-2019
- Coppa dell'Emiro del Qatar:

Finalista: 2013-2014

## Rosa
Rosa aggiornata al 31 dicembre 2022.
| N. |                      | Ruolo | Calciatore               |
| -- | -------------------- | ----- | ------------------------ |
| 2  | Qatar (bandiera)     | D     | Ali Jasimi               |
| 3  | Qatar (bandiera)     | D     | Ahmed Al-Minhali         |
| 4  | Qatar (bandiera)     | C     | Mostafa Abdulhafidh      |
| 5  | Qatar (bandiera)     | C     | Majdi Siddiq             |
| 6  | Qatar (bandiera)     | D     | Ghanem Haddaf            |
| 7  | Qatar (bandiera)     | C     | Abdullah Al-Marri        |
| 9  | Qatar (bandiera)     | C     | Abdulrahman Mohd         |
| 11 | Qatar (bandiera)     | A     | Abdallah Al Anzi         |
| 12 | Qatar (bandiera)     | D     | Yousef Ayman             |
| 13 | Qatar (bandiera)     | D     | Ibrahim Majid            |
| 14 | Argentina (bandiera) | D     | Sergio Vittor            |
| 14 | Senegal (bandiera)   | D     | Kara Mbodj               |
| 15 | Qatar (bandiera)     | A     | Mohammed Rabee           |
| 16 | Qatar (bandiera)     | A     | Mahir Yousef             |
| 17 | Qatar (bandiera)     | C     | Adel Bader Farhan Mousa  |
| 21 | Senegal (bandiera)   | C     | Mohamed Diamé            |
| 20 | Qatar (bandiera)     | D     | George Kwasi Semakor     |
| 21 | Qatar (bandiera)     | P     | Abdurahman Abdulaziz     |
| 22 | Giordania (bandiera) | C     | Shararah                 |
| 23 | Sudan (bandiera)     | C     | Mohammed Muddather Rajab |
| 25 | Qatar (bandiera)     | C     | Saleh Al-Nabet           |

| N. |                    | Ruolo | Calciatore                |
| -- | ------------------ | ----- | ------------------------- |
| 26 | Qatar (bandiera)   | D     | Othman Al-Aqib            |
| 27 | Qatar (bandiera)   | D     | Ahmed Al-Sibai            |
| 29 | Qatar (bandiera)   | A     | Meshaal Al-Shamari        |
| 31 | Qatar (bandiera)   | C     | Daniel Goumou             |
| 32 | Qatar (bandiera)   | C     | Fares Khaled              |
| 37 | Marocco (bandiera) | C     | Driss Fettouhi            |
| 40 | Qatar (bandiera)   | P     | Amine Lecomte             |
| 45 | Iraq (bandiera)    | C     | Hassan Al-Mayahi          |
| 55 | Qatar (bandiera)   | A     | Abdulgadir Ilyas Bakur    |
| 62 | Qatar (bandiera)   | C     | Abdel Bary Zein Al Senany |
| 66 | Qatar (bandiera)   | C     | Abdulrahman Nezha         |
| 72 | Qatar (bandiera)   | A     | Mohamed Rabea Saqr        |
| 76 | Qatar (bandiera)   | D     | Abdullah Saeed Qahtani    |
| 77 | Qatar (bandiera)   | C     | Hadi Ali                  |
| 80 | Qatar (bandiera)   | A     | Othman Hassan             |
| 88 | Qatar (bandiera)   | D     | Ahmed Al-Basha            |
| 98 | Qatar (bandiera)   | C     | Rashid Mabkhout           |
| 99 | Qatar (bandiera)   | P     | Omar Rushdi Fathi         |

## Rosa 2018-2019
| N. |                         | Ruolo | Calciatore                    |
| -- | ----------------------- | ----- | ----------------------------- |
| 1  | Qatar (bandiera)        | P     | Shahin Ghanem Al Kawari       |
| 2  | Qatar (bandiera)        | C     | Hamed Al Obaidi               |
| 4  | Qatar (bandiera)        | C     | Mustafa Mohammad Abdul Hafeth |
| 5  | Qatar (bandiera)        | C     | Majdi Siddiq                  |
| 7  | Qatar (bandiera)        | D     | Nayef Mubarak Abdullah        |
| 8  | Qatar (bandiera)        | D     | Saleh Al Athbi                |
| 9  | Burkina Faso (bandiera) | A     | Moumouni Dagano               |
| 11 | Qatar (bandiera)        | D     | Abdulkarim Al-Ali             |
| 12 | Sudan (bandiera)        | C     | Omar Ibrahim                  |
| 13 | Qatar (bandiera)        | A     | Mohammed Bader                |
| 14 | Qatar (bandiera)        | D     | Abdulla Darwish               |
| 15 | Brasile (bandiera)      | A     | Kenedy Silva Reis             |
| 16 | Qatar (bandiera)        | D     | Mohammed Madibo               |
| 17 | Ghana (bandiera)        | A     | Barro Babou                   |

| N. |                    | Ruolo | Calciatore            |
| -- | ------------------ | ----- | --------------------- |
| 18 | Qatar (bandiera)   | A     | Mirghani Al Zain      |
| 19 | Qatar (bandiera)   | C     | Khalid Fareed Feirouz |
| 20 | Qatar (bandiera)   | D     | Yasser Abou Baker     |
| 22 | Qatar (bandiera)   | P     | Essa Shaaban          |
| 26 | Qatar (bandiera)   | D     | Khalid Nawaf          |
| 27 | Qatar (bandiera)   | C     | Ali Abdulhadi         |
| 28 | Qatar (bandiera)   | D     | Selman Mesbeh         |
| 30 | Francia (bandiera) | P     | Grégory Gomis         |
| 75 | Qatar (bandiera)   | D     | Mohammed Alhaj        |
| 77 | Qatar (bandiera)   | C     | Mohamed Shaaban       |
| 80 | Qatar (bandiera)   | A     | Othman Hassan         |
| 88 | Brasile (bandiera) | C     | Marcelo Camacho       |
| 99 | Qatar (bandiera)   | P     | Omar Rushdi Fathi     |
|    | Qatar (bandiera)   | D     | Ghanim Haddaf         |